# La Mora, Banámichi
La Mora är en ort i Mexiko.   Den ligger i kommunen Banámichi och delstaten Sonora, i den nordvästra delen av landet, 1 600 km nordväst om huvudstaden Mexico City. La Mora ligger 656 meter över havet och antalet invånare är 186.
Terrängen runt La Mora är kuperad österut, men västerut är den platt. La Mora ligger nere i en dal. Runt La Mora är det mycket glesbefolkat, med 2 invånare per kvadratkilometer. La Mora är det största samhället i trakten. Omgivningarna runt La Mora är i huvudsak ett öppet busklandskap.